# Tessuti insulino-dipendenti
I Tessuti insulino-dipendenti o insulino-sensibili rappresentano quel gruppo di tessuti che, in condizioni normali, sono direttamente sensibili all'attività dell'ormone insulina per captare rilevanti quantità di glucosio, e sono questi tessuti più direttamente sensibili all'azione anabolica dell'insulina. Questi tessuti non sono propriamente "dipendenti" dall'insulina, poiché riescono a captare efficientemente il glucosio anche in sua assenza, per tanto potrebbe essere più appropriato adoperare in questo senso il termine "insulino-sensibile". Di fondamentale importanza per la sensibilità all'insulina è la presenza al loro interno dei trasportatori di glucosio di tipo 4 (GLUT-4).

## I tessuti insulino-dipendenti
In generale, i tessuti insulino-dipendenti sono principalmente tre:
- Tessuto muscolare scheletrico o striato
- Tessuto adiposo (bianco e bruno)
- Tessuto muscolare cardiaco (miocardio)

Questi organi sono insulino-dipendenti perché presentano all'interno delle loro cellule la maggiore distribuzione dei GLUT-4 (glucotrasportatori 4), i quali vengono attivati di norma in presenza di insulina, e sono alcune delle molecole responsabili dell'ingresso di glucosio in sede intracellulare. Vengono in genere menzionati soprattutto i primi due, perché rappresentano i principali siti di scorta energetica dipendenti dall'azione dell'insulina (immagazzinando in maniera predominante glicogeno e trigliceridi, rispettivamente), ma anche il muscolo cardiaco (cardiomiociti) ha un'alta presenza dei GLUT-4.
In genere anche il fegato (altro importante sito di scorta energetica di glucidi) viene denominato insulino-dipendente (oltre ad altri tessuti minori), ma essi in realtà non lo sono direttamente. Nonostante rappresenti un importante sito di stoccaggio del glucosio influenzato dall'insulina, il fegato non è direttamente insulino-sensibile, poiché è legato ai GLUT-2, cioè i trasportatori di glucosio la cui azione è indipendente dalla sua presenza. Quindi il fegato è impropriamente considerato un tessuto insulino-sensibile, ma sembra essere dipendente dalla concentrazione di glucosio nel sangue portale, ed è comunque influenzato dalla presenza o assenza di insulina. Inoltre alcuni enzimi del fegato necessari per la fosforilazione e per la glicolisi sono modulati dall'insulina. Bisogna citare nello specifico fegato, rene, parte del pancreas (cellule β), e intestino tenue, i quali, dipendenti dal GLUT-2, importano glucosio dal sangue, ma sono anche capaci di rilasciarlo nel circolo sanguigno.
Le cellule dei tubuli renali e dell'intestino sono attraversate dal glucosio quando questo è trasferito al sangue, mentre il fegato libera glucosio durante i periodi di ipoglicemia.
Anche il muscolo scheletrico e cardiaco sotto sforzo non sono più dipendenti all'insulina, poiché questa viene inibita dalla secrezione di catecolamine (antagonisti dell'insulina), ed avviene una modificazione della captazione del glucosio a carico delle GLUT-4 in modo che il suo ingresso possa avvenire anche in sua assenza.

## L'azione dell'insulina sui tessuti
Il ruolo dell'insulina è esclusivamente anabolico, benché possa indirettamente favorire processi catabolici di alcuni substrati. L'ormone promuove diversi processi di accumulo sotto forma di glucidi e lipidi, e di biosintesi dei tessuti (proteosintesi), di acidi nucleici e altre attività metaboliche.
- Nel muscolo scheletrico (miocita) l'insulina favorisce la glicogenosintesi (sintesi del glicogeno), la proteosintesi (sintesi delle proteine) muscolare, e di acidi nucleici; mentre stimola la glicolisi e la formazione di piruvato[9].
- Nel tessuto adiposo (adipocita) favorisce la lipogenesi (sintesi dei trigliceridi) e inibisce la lipolisi (catabolismo lipidico)[9].
- Nel fegato (epatocita) (anche se indirettamente insulino-sensibile) agisce indirettamente aumentando la glicolisi e favorendo la sintesi del glicogeno, dei lipidi, e delle proteine; inibisce la lipolisi e la proteolisi; contrasta la gluconeogenesi e la chetogenesi[9].

L'ormone non causa in tutti i casi tutti i processi elencati, poiché dipende anche dallo specifico nutriente da cui è stimolato. Ad esempio in seguito alla sola ingestione di glucidi questo induce la glicogenosintesi, la glicolisi, e la lipogenesi; mentre rispetto alla sola ingestione di proteine, essa favorisce la proteosintesi, ma non la lipogenesi o glicogenosintesi. Per la precisione, l'insulina stimola la proteosintesi muscolare se c'è disponibilità di amminoacidi.
Altri tessuti minori che possono essere influenzati dall'intervento dell'insulina, sono reni, globuli rossi, globuli bianchi, piastrine, fibroblasti, ma non sono insulino-dipendenti, e possono subire la sua azione meno intensamente.

## Trasportatori di glucosio (GLUT)
I trasportatori di glucosio o glucotrasportatori (GLUT) sono una famiglia di carrier proteici contenuti nelle vescicole intracellulari (alcune fonti sostengono nel reticolo endoplasmatico, altre nel Golgi) all'interno del citoplasma, con la funzione di facilitare il trasporto di glucosio dal liquido interstiziale all'interno della cellula. Ne sono stati identificati sette, ognuno dei quali presenta una distribuzione differente a seconda dello specifico tessuto biologico. Per quanto riguarda i tessuti insulino-dipendenti e i tessuti che regolano direttamente la glicemia in base alle variazioni glicemiche, bisogna trattare tre tipi di glucotrasportatori:
- GLUT-4 (normalmente dipendenti dall'insulina);
- GLUT-2 (regolatori della glicemia indipendenti dall'insulina);
- GLUT-1 (forniscono un'assunzione minima basale di glucosio);

### GLUT-4
Nei tessuti insulino-dipendenti (o insulino-sensibili), ovvero tessuto muscolare scheletrico, cardiaco e tessuto adiposo, è distribuito principalmente il GLUT-4, il quale è regolato strettamente dall'insulina. Questa caratteristica rende i GLUT-4 insulino-dipendenti. La presenza di questo ormone (in questo particolare caso avvenuta in seguito all'introduzione di glucidi) aumenta il numero e la traslocazione del GLUT-4 dal citoplasma sulla membrana cellulare tramite il legame dell'insulina con il recettore di membrana. Le vescicole sono trasferite all'esterno verso la membrana plasmatica e vi si fondono, cedendo il GLUT-4. Questo processo induce all'addensamento dei GLUT-4 sulla membrana stessa, favorendo lo spostamento del glucosio dal liquido interstiziale all'interno della cellula. Quando la concentrazione ematica di glucosio si stabilizza e l'insulina viene eliminata, i GLUT-4 tornano gradualmente per endocitosi nelle vescicole intracellulari.
Possono però manifestarsi casi in cui la concentrazione di GLUT-4 subisce un decremento, come con l'ipersecrezione di cortisolo, mentre anche altri fattori esterni all'insulina possono stimolarli, ovvero l'attività fisica, e quindi fattori che abbassano il rapporto di concentrazione ATP/ADP o l'aumento citoplasmatico degli ioni calcio (Ca++). La traslocazione dei trasportatori GLUT-4 dai siti intracellulari (vescicole) alla membrana cellulare è stimolata quindi anche dal lavoro muscolare, dall'aumento del flusso sanguigno e dalla riduzione delle scorte di glicogeno.
Per quanto riguarda il tessuto muscolare scheletrico, il trasporto di glucosio a carico dei GLUT-4 al suo interno è maggiore nei muscoli a prevalenza di fibra muscolare di tipo I. In seguito all'introduzione di glucosio, il muscolo scheletrico ne capta circa il 60 % del totale, il resto viene suddiviso tra gli altri tessuti corporei, e in minima parte viene convogliato verso il tessuto adiposo. È stato dimostrato che almeno l'80 % del consumo di glucosio indotto dall'insulina avviene a livello del muscolo scheletrico. Il tessuto adiposo invece contribuisce appena per il 5-10 % all'utilizzazione del glucosio insulino-indotta.

### GLUT-2
I GLUT-2, che non sono mediati dall'insulina, partecipano al processo di glucose sensing (percezione del glucosio) che modula la secrezione di insulina in risposta alle variazioni glicemiche, e sono presenti nei seguenti tessuti:
- Fegato
- Cellule β del pancreas (circa il 60% del pancreas endocrino)
- Rene
- Intestino tenue

I GLUT-2 hanno una bassa affinità con il glucosio, e consentono a seconda del tessuto specifico:
- la sua rimozione in eccesso dal sangue (fegato, rene);
- la regolazione del rilascio di insulina (cellule β del pancreas);
- l'uscita del glucosio dalle membrane basali degli enterociti (intestino tenue);

I GLUT-2 infatti possono operare in entrambe le direzioni; possono favorire il passaggio del glucosio dalla cellula all'esterno se c'è la necessità, e viceversa possono promuovere l'assorbimento di glucosio se in eccesso. Essendo questi tessuti dipendenti dalla concentrazione di glucosio nel sangue portale, sono comunque influenzati indirettamente dalla presenza o assenza di insulina. Poiché l'omeostasi glicemica è il risultato di un equilibrio tra produzione epatica di glucosio e la sua captazione e utilizzazione da parte dei tessuti periferici, si comprende come l'insulina svolga un ruolo cruciale nel suo controllo.
In altre parole i GLUT-2 fanno in modo che l'ingresso del glucosio nelle cellule dei tessuti in cui sono distribuiti sia proporzionale al valore della glicemia, se nei limiti fisiologici. Si suppone che questo meccanismo, che vede l'assorbimento del glucosio da parte di fegato, rene, cellule β del pancreas, e intestino tenue, serva a modificare la conseguente secrezione di insulina (perché riduce la presenza di glucosio) e adattarla ai livelli di glucosio ematico.
- L'intestino tenue assorbe i carboidrati ingeriti (semplici e complessi) e li riduce a glucosio, che viene immesso nel torrente ematico.
- Il fegato, oltre a captare glucosio, lo può sintetizzare, immagazzinare, e fornirlo ad altri tessuti.
- Le cellule β pancreatiche, in base alle concentrazioni glicemiche rispondono producendo adeguate quantità di insulina o glucagone, a seconda della concentrazione ematica di glucosio.
- Il rene impedisce la perdita di glucosio e quindi riassorbe quello filtrato. Per controllare gli eccessi di introduzione di glucosio che causerebbero danni al corpo, l'organo non riassorbe tutto il glucosio nel caso di quantità eccessive, eliminandolo tramite le urine.[3]

### GLUT-1
I GLUT-1 sono anch'essi correlati ai tessuti insulino-dipendenti. Questi trasportatori sono in realtà distribuiti all'interno di tutti i tessuti del corpo, e sono responsabili, assieme ad altri GLUT, dell'assorbimento di glucosio insulino-indipendente. Per questo motivo sono indispensabili per il cervello e globuli rossi (tessuti glucosio-dipendenti). Anche i GLUT-1 sono quindi presenti in quantità minore nel tessuto muscolare scheletrico, muscolo cardiaco e tessuto adiposo, dove riescono a fornire una minima parte di glucosio senza l'intervento dell'insulina. I GLUT-1 infatti garantiscono un'assunzione basale di glucosio, necessaria per la respirazione cellulare.

## Muscolo cardiaco insulino-dipendente
Nonostante sia il meno trattato fra i tre tessuti insulino-sensibili, il muscolo cardiaco esprime tra i più alti livelli finora rilevati di GLUT-4. Il livello di espressione di GLUT-4 nel muscolo cardiaco è equivalente a quello osservato nel tessuto adiposo bruno, 2-5 volte superiore a quello presente nelle fibre muscolari di tipo I, e abbondantemente superiore a quello del fibre muscolari di tipo II, e del tessuto adiposo. Il rapporto di GLUT-1: GLUT-4 nel muscolo cardiaco (circa 1:3) significa che anche la presenza di GLUT-1 è sostanziale al suo interno. La presenza di GLUT-1 probabilmente spiega gli alti tassi di trasporto del glucosio in assenza di insulina, e il fatto che l'aumento proporzionale della stimolazione insulinica (non più di 3 o 4 volte) è notevolmente più bassa della stimolazione osservata nel muscolo scheletrico o nel tessuto adiposo (10-40 volte). Gli aumenti del lavoro cardiaco indotti da sforzo fisico sono associati con un aumentato consumo di glucosio, e la contrazione indotta dalla stimolazione sembra escludere l'ulteriore attivazione dell'insulina. L'importanza della stimolazione di insulina sul trasporto del glucosio al cuore deve quindi essere considerato nel contesto degli effetti dettati da esigenze meccaniche del cuore, soprattutto perché le catecolamine (adrenalina, noradrenalina) e gli ioni calcio (Ca2+) possono anch'essi attivare il trasporto del glucosio insulino-indipendente.

## La reale necessità dell'insulina per la captazione di glucosio
Contrariamente alla credenza comune sostenuta da alcuni testi di fisiologia e biochimica, vi è in realtà una sufficiente popolazione di trasportatori di glucosio in tutte le membrane cellulari in ogni momento per garantire l'assimilazione di glucosio sufficiente a soddisfare la respirazione cellulare, anche in assenza di insulina. L'insulina agisce semplicemente aumentando il numero di questi trasportatori nelle cellule di alcuni tessuti, ma l'assorbimento di glucosio non è mai veramente insulino-dipendente. Anche in condizioni di estrema chetoacidosi non ci sono barriere sulla membrana che impediscono l'assorbimento del glucosio - il blocco si verifica "più in basso" nella via metabolica in cui l'eccesso di chetoni blocca competitivamente i metaboliti del glucosio per entrare nel ciclo dell'acido citrico. Quindi, è bene precisare che l'insulina non è necessaria per l'assorbimento e l'utilizzazione di glucosio nell'uomo. Infatti, il processo sembra essere generalizzato per tutti i substrati polari (idrosolubili), e i trasportatori sono il meccanismo con cui essi sono trasportati attraverso le membrane cellulari altamente non polari (lipidi). Quando l'insulina viene somministrata in stato di digiuno a persone con diabete, le concentrazioni di glucosio nel sangue scendono. Una credenza comune è che l'abbassamento della glicemia avvenga perché l'insulina aumenta l'assorbimento del glucosio nei tessuti, quando in realtà agisce  mediante l'inibizione della produzione di glucosio epatico.

## Substrati energetici dei tessuti insulino-dipendenti
Nonostante i tessuti insulino-dipendenti siano dipendenti dall'insulina per captare glucosio, essi non sono strettamente glucosio-dipendenti (senza contare la captazione basale minima), ciò significa che sono in grado di ridurre drasticamente l'utilizzazione del glucosio per la loro attività biologica, compensandola con un aumento dell'ossidazione di lipidi. Questo evento è indotto dal decremento dell'insulina plasmatica a causa della ridotta presenza di glucosio. Il substrato energetico potenzialmente prevalente in questi tessuti è rappresentato più precisamente da acidi grassi liberi o non esterificati (FFA o NEFA), cioè non legati. Per i tessuti insulino-sensibili, quali tessuto muscolare scheletrico, cardiaco, e adiposo, l'utilizzazione basale di glucosio è anzi molto più bassa: essi utilizzano in condizioni normali appena 35-40 grammi di glucosio al giorno, mentre ulteriori necessità energetiche vengono coperte in prevalenza dai grassi. In condizioni di riposo e carenza di glucidi, il muscolo scheletrico e cardiaco possono arrivare ad utilizzare per l'80 % lipidi a scopo energetico. Questi ultimi apparati, assieme al fegato, rimangono infatti i principali utilizzatori di lipidi come fonte energetica. Questo avviene soprattutto in casi di bassa disponibilità di glucosio dall'esterno (come nel digiuno), dove gli apparati insulino-dipendenti, anche a causa dell'assenza di insulina, sono costretti a subire una ridotta captazione di glucosio proveniente dalla degradazione del glicogeno epatico, e dalla sua conversione da parte di altri substrati tramite processi di gluconeogenesi, per permettere la sua assunzione da parte dei tessuti glucosio-dipendenti, che necessitano di glucosio per sopravvivere, e che quindi hanno assoluta priorità.

### Muscolo scheletrico e cardiaco
Nel periodo post-prandiale in cui è compresa una quota glucidica, l'innalzamento dei livelli di insulina (insulinemia) determina un aumento della traslocazione dei GLUT-4, aumento dell'utilizzazione di glucosio da parte del muscolo (glicolisi), e il fenomeno di stoccaggio delle riserve di glicogeno (glicogenosintesi) tramite l'attivazione dell'enzima glicogeno-sintasi. In questi casi il muscolo esprime una preferenza per l'utilizzo di glucosio al posto degli acidi grassi all'interno dei processi aerobici, intensificando la glicolisi. Tuttavia, a differenza del fegato, il muscolo degrada il glicogeno a glucosio solo per uso endogeno, cioè non ha la capacità di rilasciarlo nel circolo ematico rendendolo disponibile per altri tessuti. Inoltre solo nel muscolo il glucosio può essere ossidato anche in assenza di ossigeno (O2) (glicolisi anaerobica), causando la produzione del metabolita acido lattico/lattato. Nello specifico, tra i tipi di fibra del muscolo scheletrico, le fibre di tipo I, dalle maggiori capacità aerobiche, presentano una maggiore distribuzione di GLUT-4 e quindi sono maggiormente sensibili all'insulina, rispetto alle fibre di tipo II. In aggiunta, l'incremento dell'insulina in risposta all'ingestione di carboidrati causa ipoaminoacidemia (bassa concentrazione di amminoacidi nel plasma) a causa della sua azione anabolica, e promuove la conservazione delle proteine e gli amminoacidi nel muscolo riducendo o inibendo la proteolisi e l'eventuale ossidazione degli amminoacidi.
Nel caso di digiuno, i livelli di glucosio ematico subiscono un decremento accompagnato ad una riduzione dei livelli di insulina, favorendo l'incremento di glucagone, ormone incaricato di mantenere stabile la glicemia in carenza di glucosio, prevalentemente tramite i processi di utilizzo del glicogeno epatico (glicogenolisi epatica) e degli acidi grassi liberi (FFA) e trigliceridi derivanti dal tessuto adiposo. Questo decremento dell'insulina determina una minore captazione di glucosio da parte del muscolo scheletrico e cardiaco ed un loro maggiore utilizzo di lipidi come substrato energetico. Ciò è dato dal fatto che le membrane del muscolo scheletrico e cardiaco a riposo sono poco permeabili al glucosio (captazione basale da parte dei GLUT-1), tranne appunto in presenza di insulina (attivazione dei GLUT-4). Altri ormoni iperglicemizzanti (controinsulari) intervengono successivamente a supporto del glucagone per mantenere stabile la glicemia, ovvero catecolamine (adrenalina, noradrenalina), cortisolo, e ormone della crescita (GH), i quali stimolano in maniera differenziata i processi catabolici di lipolisi, glicogenolisi, gluconeogenesi e proteolisi.
Durante il digiuno prolungato, la disgregazione delle proteine muscolari subisce una decremento come substrato glucogenetico entro circa due giorni, mentre la maggior parte dell'energia è ottenuta dall'utilizzo degli acidi grassi liberi e corpi chetonici, entrambi derivanti dal tessuto adiposo. In queste condizioni, il muscolo scheletrico e il cuore, assieme al fegato, utilizzano sempre più lipidi a scopo energetico, in modo da far risparmiare glucosio e corpi chetonici, che possono essere utilizzati dai tessuti glucosio-dipendenti (il cervello, pur appartenendo a quest'ultimo gruppo, in tali condizioni utilizza prevalentemente corpi chetonici). Muscolo scheletrico, cuore, e fegato sono i principali organi in grado di ossidare prevalentemente i lipidi a scopo energetico.

### Tessuto adiposo
Il tessuto adiposo copre un ruolo minore nel metabolismo del glucosio rispetto a fegato e muscolo, ed inoltre non ha la capacità di produrre o rilasciare glucosio, ma solo i substrati alternativi quali acidi grassi, glicerolo, poi convertito a glucosio per gluconeogenesi, e indirettamente corpi chetonici per chetogenesi. Nel periodo post-prandiale con introduzione di glucidi, l'incremento dell'insulina da essi stimolata promuove l’uptake di glucosio da parte degli adipociti mediante la traslocazione dei trasportatori di glucosio insulino-sensibili (GLUT-4). L'insulina promuove anche l'utilizzo di glucosio per via glicolitica con produzione di glicerolo e sintesi di trigliceridi, inoltre sopprime la mobilizzazione degli acidi grassi liberi (FFA o NEFA) e glicerolo derivanti dal tessuto adiposo tramite l'inibizione della lipolisi, promuovendo la loro riesterificazione all'interno del tessuto adiposo sotto forma di trigliceridi. L'accumulo di trigliceridi è anche favorito dall'inibizione dell'insulina verso l'enzima lipasi ormono-sensibile (HSL). In sostanza, l'insulina stimolata da glucidi, inibendo la lipasi ormono-sensibile, impedisce la lipolisi (il catabolismo lipidico) ma anzi favorisce la lipogenesi (l'accumulo di grasso). I trigliceridi vengono sintetizzati dall'esterificazione del alfa-glicerolo fosfato con gli acidi grassi liberi. Questi ultimi derivano soprattutto dalla digestione dei lipidi introdotti con la dieta, ma possono essere sintetizzati anche dall'acetil-CoA prodotto dall'ossidazione del glucosio. I carboidrati introdotti possono essere quindi convertiti in grassi nel fegato e trasferiti nel tessuto adiposo, per essere immagazzinati. L'aumento dell'apporto di carboidrati indirizza il metabolismo dei grassi verso il deposito. Tra le varie tipologie di tessuto adiposo, quello viscerale è più sensibile alla captazione di glucosio rispetto al grasso sottocutaneo per via di una maggiore distribuzione dei trasportatori di glucosio GLUT-4.
Nei casi di digiuno prolungato, dove i livelli di insulina sono praticamente assenti (o per meglio dire, molto bassi), lo stress causato da questa condizione causa una elevata produzione di ormoni catabolici come glucagone, adrenalina, GH, cortisolo, capaci di attivare l'enzima lipasi ormono-sensibile (HSL), il principale enzima responsabile della degradazione dei trigliceridi in acidi grassi e glicerolo (lipolisi). Gli acidi grassi in questo caso fungono da combustibile per la formazione di corpi chetonici da parte del fegato, ma vengono usati come principale combustibile energetico per la maggior parte dei tessuti corporei (tessuti glucosio-dipendenti esclusi), tra cui principalmente muscolo, cuore, e lo stesso fegato. Il glicerolo invece risulta come l'unica fonte di carbonio come substrato glucogenetico proveniente dal tessuto adiposo.

## Tessuti insulino-dipendenti e attività fisica
Come accennato in precedenza, esistono casi particolari in cui i tessuti-insulino dipendenti non sono più dipendenti dall'insulina, riuscendo comunque a captare glucosio. Si fa particolare riferimento al muscolo scheletrico e cardiaco, e non al tessuto adiposo che funge da sito di stoccaggio di lipidi, e che in questo caso è soggetto a processi catabolici.
Uno di questi casi è rappresentato dall'attività fisica: in tali condizioni, il trasporto di glucosio indotto è insulino-indipendente. Durante lo sforzo muscolare si verifica infatti una maggiore sensibilità di questi tessuti poiché i GLUT-4 vengono liberati anche senza la presenza di insulina. I livelli di insulina non possono salire durante l'esercizio fisico a causa dell'effetto inibitorio delle catecolamine (adrenalina, noradrenalina) sulla sua secrezione. Non appena l'esercizio cessa, l'insulina ritorna allo stato iniziale a seconda dei livelli di glucosio nel sangue. Si crede che questo sia causato dall'inibizione α-adrenergica.
L'attività fisica aumenta la sensibilità insulinica del muscolo scheletrico contrastando l'insulinoresistenza. L'aumento della captazione di glucosio da parte del muscolo scheletrico durante l'esercizio risulta in un coordinato incremento dell'apporto di glucosio da parte dei capillari, del trasporto di glucosio tramite la membrana superficiale su attivazione dei GLUT-4, e del flusso intracellulare di substrati tramite glicolisi. Sembra anche che gli atleti di potenza o di forza siano più insulinoresistenti degli atleti di endurance o di resistenza. L'esercizio di natura eccentrica con i pesi ad esempio causa un danno muscolare con diminuzione del numero di GLUT-4, e una conseguente riduzione dell'insulino-sensibilità. Ad ogni modo, sia atleti di forza che di resistenza, con un maggior sviluppo rispettivamente di fibra di tipo 2 e di tipo 1, dimostrano di riuscire a contenere i peggioramenti della sensibilità insulinica e quindi della tolleranza glucidica, in seguito ad un periodo di riposo forzato.

## Conclusioni
Realmente non sarebbe propriamente corretto definire questi tessuti come strettamente dipendenti dall'insulina, poiché effettivamente non lo sono completamente, e non in tutti i casi. Sarebbe pertanto più appropriata la definizione di tessuti "insulino-sensibili", in quanto si rivelano gli unici sensibili alla captazione di glucosio legati direttamente all'intervento dell'insulina, al contrario degli altri tessuti corporei. Tra i principali motivi per cui tali apparati non sono sempre e in tutti i casi dipendenti dall'insulina:
- Sotto sforzo fisico, il muscolo scheletrico e cardiaco riescono a captare efficacemente glucosio anche in assenza di insulina.
- Nei casi in cui avviene un'abbondante produzione di catecolamine (come con l'attività fisica) la produzione di insulina viene inibita, ma i GLUT-4 riescono comunque a captare glucosio.
- Anche fattori che abbassano il rapporto di concentrazione ATP/ADP riescono a stimolare i GLUT-4 in assenza di insulina.
- Anche gli ioni calcio (Ca2+) possono attivare il trasporto del glucosio insulino-indipendente in questi tessuti.
- I tessuti insulino-dipendenti presentano anche una minima distribuzione di altri GLUT, in particolare i GLUT-1, che captano glucosio senza la presenza di insulina.